# Agrochola rupicapra
Agrochola rupicapra là một loài bướm đêm trong họ Noctuidae.